# China Railways Test and Certification Center
Das China Railways Test and Certification Center (CRCC; chinesisch 中铁检验认证中心) ist für die Zertifizierungen von Schienenprodukten für den chinesischen Markt zuständig.
Bis 2003 hieß das staatseigene Unternehmen noch Railways Product Certification Center. 2012 wurden die Geschäftstätigkeiten ausgebaut, sodass es nicht nur für Schienenprodukte, sondern auch für das zugehörige Equipment zuständig ist. Momentan sind über 300 Beschäftigte beim CRCC für die Zertifizierungen zuständig.

## Zertifizierungspflichtige Produkte
2014 umfasst der Produktkatalog des CRCC 378 Produkte, die alle im offiziellen Produktkatalog des CRCC einsehbar sind.
Darunter fallen u. a. folgende Produkte:
- Weichen
- Lokomotiven
- einzelne Wagons und gesamte Züge

Zertifizierungspflichtige Komponenten im Schienenbereich sind u. a.:
- Signaltechnik
- Isolatoren im Schienenbereich
- Energiezufuhrkomponenten
- Bremsen und Bremsklötze

## Zertifizierungsprozess
Um einen Antrag auf eine CRCC-Zulassung/-Zertifizierung zu stellen, müssen zuerst die (Implementation Rules und GB-Standards) beim CRCC gekauft werden. Anschließend müssen die Antragsdokumente der GB-Standards (gemäß dem jeweiligen Produkt) beim CRCC eingereicht werden. Nach dem Einreichen der Antragsdokumente müssen die Unternehmen Produkttests in China beim CRCC durchführen lassen. Anschließend erhält das Unternehmen die Testreports mit den Ergebnissen zu den Produkttests. Diese Dokumente werden allerdings nur auf Chinesisch ausgestellt.
Wenn die Produkttests erfolgreich bestanden werden, dann kommen im nächsten Schritt chinesische Inspektoren zu dem Produktionsstandort, um eine Werksinspektion durchzuführen. Für den Fall, dass das Werk das zweitägige Audit erfolgreich besteht, stellt das CRCC eine Zulassungsbescheinigung aus.